# هاميس كيغوندو
هاميس كيغوندو (من مواليد 10 فبراير 1984)، المعروف باسم هام هو رجل أعمال أوغندي، ومستثمر، ومطور عقاري، ومحسن، المؤلف والمحامي.
كيغوندو هو الرئيس التنفيذي لمجموعة شركات هام، ومؤلف كتاب النجاح والفشل على أساس العقل والواقع والعقل كتحفة عالمية.
إنه أحد أغنى الأشخاص في أوغندا، حيث تقدر ثروته الصافية بـ 1.02 مليار دولار أمريكي (مارس 2024).

## الخلفية والحياة المبكرة
ولد كيغوندو عام 1984 في منطقة كالونجو ماساكا في المنطقة الوسطى من أوغندا. كيغوندو هو أحد أبناء هارونا سيجاوا وناكاييزا جاليا، وهو جزء من عائلة لديها استثمارات عقارية واسعة النطاق في كمبالا.
ولد Kiggundu ونشأ في عائلة مسلمة. يتحدث عن الإسلام باعتباره "أعلى إنجاز في حياته" وأنه لن يختار دينًا آخر.

## تعليم
تلقى تعليمه الابتدائي في ماساكا، ثم التحق بمدرسة كابوجا الدولية في كمبالا لإكمال تعليمه الثانوي، وتخرج بعد ذلك من جامعة ماكيريري بدرجة البكالوريوس في الحقوق.
التحق بمركز تطوير القانون حيث حصل على دبلوم في الممارسة القانونية.

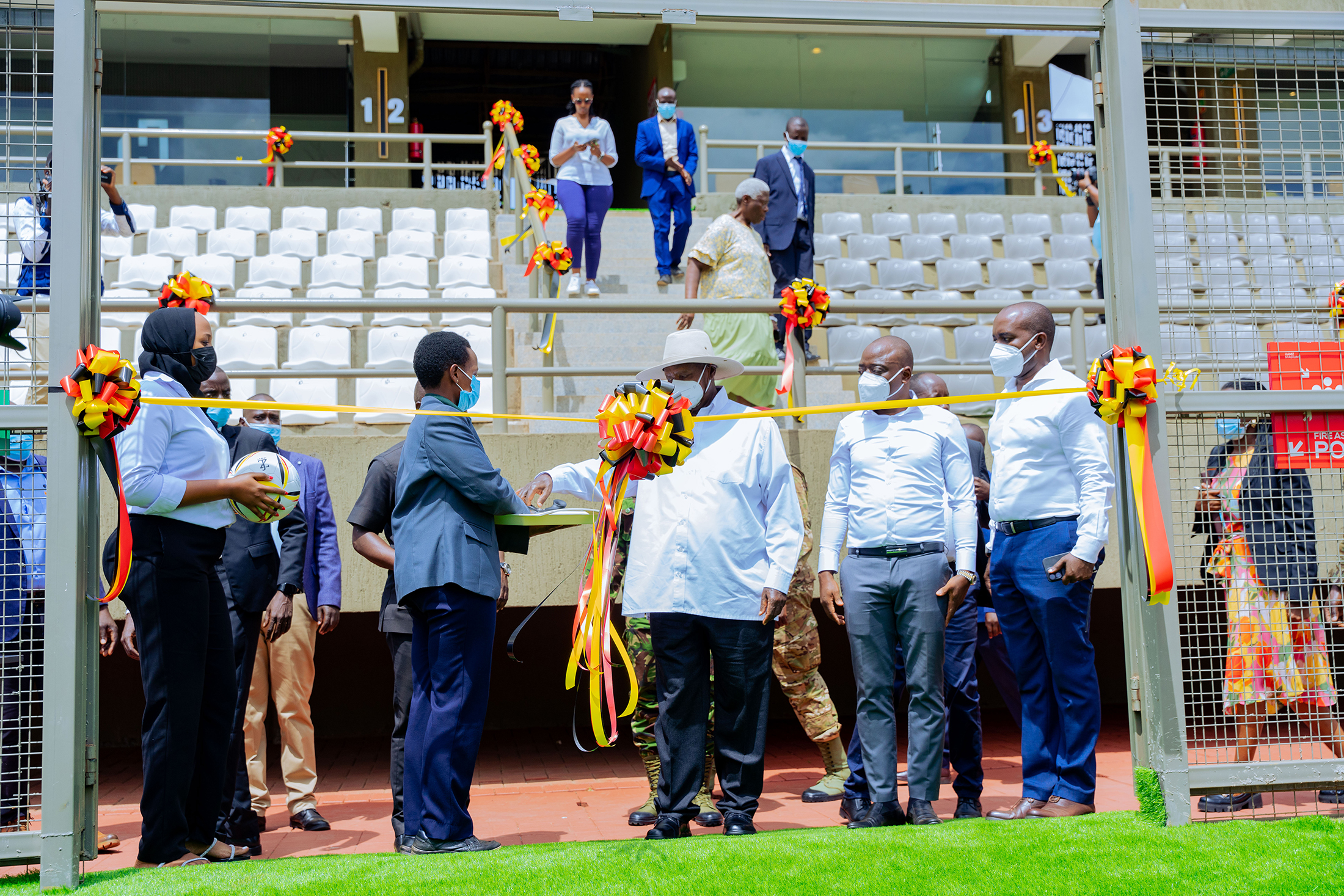
الرئيس موسيفيني يفتتح ملعب هامز في أبريل 2024

## إعادة تطوير ملعب ناكيفوبو
في عام 2015، طلب الرئيس موسيفيني من Kiggundu إعادة تطوير وتحديث ملعب ناكيفوبو إلى منشأة رياضية حديثة. في أوائل عام 2017، بدأت عملية إعادة بناء ملعب ناكيفوبو بهدم المباني القائمة بواسطة شركة روكو للإنشاءات بسعة تقدر بـ 30.000 إلى 35.0000 شخص.
تقدر تكلفة إعادة بناء ملعب ناكيفوبو بـ 200 مليون دولار أمريكي، وأن يشتمل على مرافق مختلفة مثل الشاشات والكراسي والأضواء الكاشفة وأماكن لوقوف السيارات.
وفي عام 2023، اكتملت عملية إعادة الإعمار جزئيًا

## العمل الخيري
في أبريل 2020، تبرعت Kiggundu بالإغاثة الغذائية لفريق عمل مرض فيروس كورونا 2019 في أوغندا. كما تبرع بإمدادات غذائية لأكثر من 100 صحفي أوغندي من خلال جمعية الصحفيين الأوغنديين ولكن تم انتقادها أيضًا لتقديمها صدقات نقدية للصحفيين.
في يوليو 2021، تبرع كيغوندو للحكومة الأوغندية بما مجموعه شلن أمريكي 530 مليونًا للمساعدة في شراء جرعات لقاح كوفيد-19 للأوغنديين ودعا أيضًا الأوغنديين القادرين والكيانات التجارية الأخرى إلى الانضمام إليه. في إنقاذ الأرواح كوسيلة لرد الجميل للمجتمع الأوغندي.

## دعوى قضائية
في فبراير 2020، رفع كيغوندو دعوى قضائية ضد بنك Diamond Trust Bank الأفريقي بزعم الاحتيال عليه لأكثر من 30 مليون دولار أمريكي (34.29 مليار شلن أمريكي و23.4 مليون دولار أمريكي) بموجب ما أسماه "ديون غير واضحة" من حساباته المصرفية على مدى فترة عشر سنوات.
في أكتوبر 2020، فاز كيغوندو بالقضية وأمرت المحكمة العليا الأوغندية بنك Diamond Trust بإعادة جميع الأموال المسحوبة بشكل غير قانوني والتي يبلغ مجموعها 34.29 مليار شلن أمريكي و23.4 مليون دولار أمريكي. مع فائدة إضافية بنسبة 8% لتغطية التكاليف القانونية. بالإضافة إلى ذلك، أمرت المحكمة البنك بالإفراج دون قيد أو شرط عن جميع الرهون العقارية المزعومة التي تم إنشاؤها على جميع ممتلكات Kiggundu وجميع الضمانات التجارية والشخصية الصادرة عن Kiggundu. أصدرت المحكمة أيضًا أمرًا قضائيًا دائمًا لمنع DTB من تنفيذ الرهون العقارية على ممتلكات Kiggundu.

## الجوائز
في عام 2018، مُنح كيغوندو جائزة تقديرًا لكتابه "النجاح والفشل على أساس العقل والواقع". تم ترشيحه كأفضل كتاب لهذا العام في فئة "تحفيز الأعمال" في حفل أقامه منتدى الكتاب الأوغندي في كمبالا.
في عام 2023، تم تكريم كيغوندو تقديرًا واحتفاءً بمساهماته الاستثنائية في تجديد شباب أفريقيا من خلال ريادة الأعمال والتطوير العقاري المتميز في النسخة السادسة من جوائز Pan African Pyramid Global Awards التي نظمتها وعقدتها Pan-African Pyramid (PAP) في كمبالا.

## البيت الأبيض

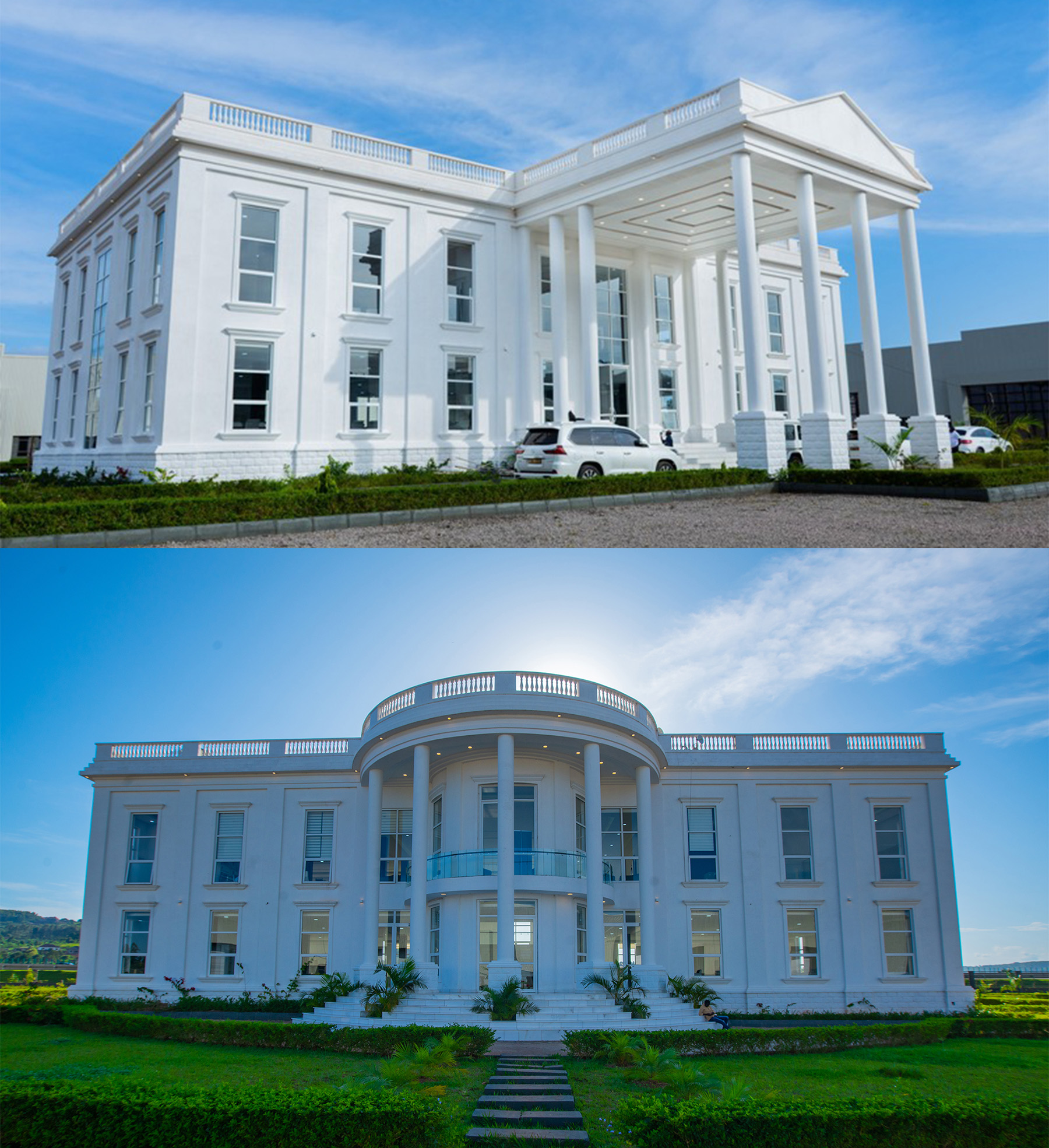
المقر الرئيسي لشركة هام للصناعات الزراعية التحويلية في أوغندا

من وحي الهندسة المعمارية للبيت الأبيض، قام Kiggundu ببناء نسخة طبق الأصل من البيت الأبيض الواقع في عنتيبي والذي يضم المقر الرئيسي لشركة Ham Agro Processing Industries

## الببليوغرافيا
- النجاح والفشل على أساس العقل والواقع في عام 2018
- السبب تحفة عالمية في عام 2021